# Чирков Георгій Юрійович
Георгій Юрійович Чирков (латис. Georgy Chirkov; народився 8 квітня 1979, Твер, Росія) — російський хокеїст, захисник. Виступає в лієпайському Металургсі. 